# Agonès
Agonès – miejscowość i gmina we Francji, w regionie Oksytania, w departamencie Hérault.
Według danych na rok 1990 gminę zamieszkiwało 131 osób, a gęstość zaludnienia wynosiła 31 osób/km² (wśród 1545 gmin Langwedocji-Roussillon Agonès plasuje się na 772. miejscu pod względem liczby ludności, natomiast pod względem powierzchni na miejscu 1047.).